# Station Saint-Maurice-de-Beynost
Station Saint-Maurice-de-Beynost is een spoorwegstation in de Franse gemeente Saint-Maurice-de-Beynost.